# Cécile Ducrocq
Pour l’article homonyme, voir Ducrocq.
Cécile Ducrocq, née le 25 avril 1973 à Neuilly-sur-Seine, est une réalisatrice, scénariste et actrice française.

## Biographie
Après des études d'histoire et de sciences politiques, Cécile Ducrocq se consacre à l'écriture et à la réalisation de plusieurs courts métrages, dont La Contre-allée, qui a été récompensé en 2016 par un César et présenté la même année au Festival de Cannes dans la sélection de la Semaine de la critique.
Elle est également scénariste de séries télévisées.

## Filmographie

### Réalisatrice et scénariste
- 2011 : Tout le monde dit je t'aime (court métrage)
- 2011 : Fille modèle (court métrage)
- 2012 : Le Pays qui n'existe pas (court métrage)
- 2014 : La Contre-allée (court métrage)
- 2021 : Une femme du monde (long métrage)
- 2021 : L'Opéra (série télévisée)

### Scénariste
- 2008 : Une leçon particulière de Raphaël Chevènement (court métrage)
- 2010 : Les Bleus : premiers pas dans la police (série télévisée)
- 2010 : Profilage (série télévisée)
- 2013 : Maison close (série télévisée)
- 2015-2020 : Le Bureau des légendes (série télévisée)
- 2015-2020 : Dix pour cent (série télévisée)
- 2020 : L'Oiseau de paradis de Paul Manate

### Actrice
- 2002 : Bohalle de Benoît Boussard
- 2002 : SLND (Sans lieu ni date) de Catherine Dalfin
- 2003 : La nuit sera longue d'Olivier Torres
- 2008 : Une leçon particulière de Raphaël Chevènement
- 2010 : Dans la jungle des villes de Stéphane Demoustier et Denis Eyrier
- 2011 : Fille modèle (court métrage) d'elle-même
- 2014 : Terre battue de Stéphane Demoustier

## Distinction
- 2016 : César du meilleur court métrage pour La Contre-allée[2]